# アルカサバ山
アルカサバ山（AlcazabaまたはPico Alcazaba）は、イベリア半島南東部のベティコ山系シエラネバダ山脈にある山。スペイン・アンダルシア州グラナダ県に属している。標高は3371メートル。名称はスペイン語で「要塞」を意味する。

## 地理
標高は3371メートルであり、プロミネンスは186メートルである。シエラネバダ山脈ではムラセン山とベレッタ山に次いで3番目に高い山であり、イベリア半島では5番目に高い山である。ムラセン山の頂上から1.5キロメートル北にあり、グラナダの町から北側斜面を見ることができる。

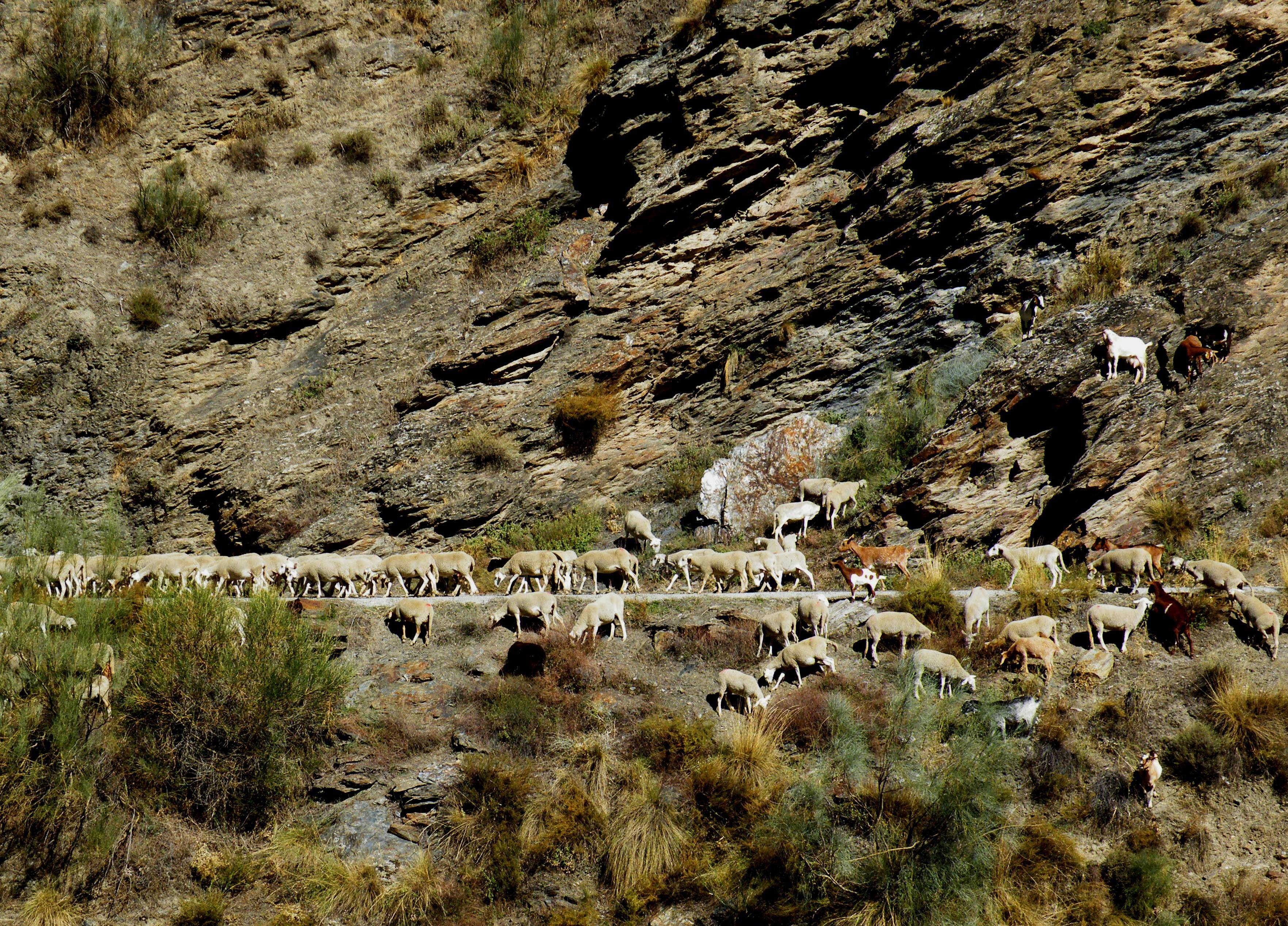
ヤギの群れ
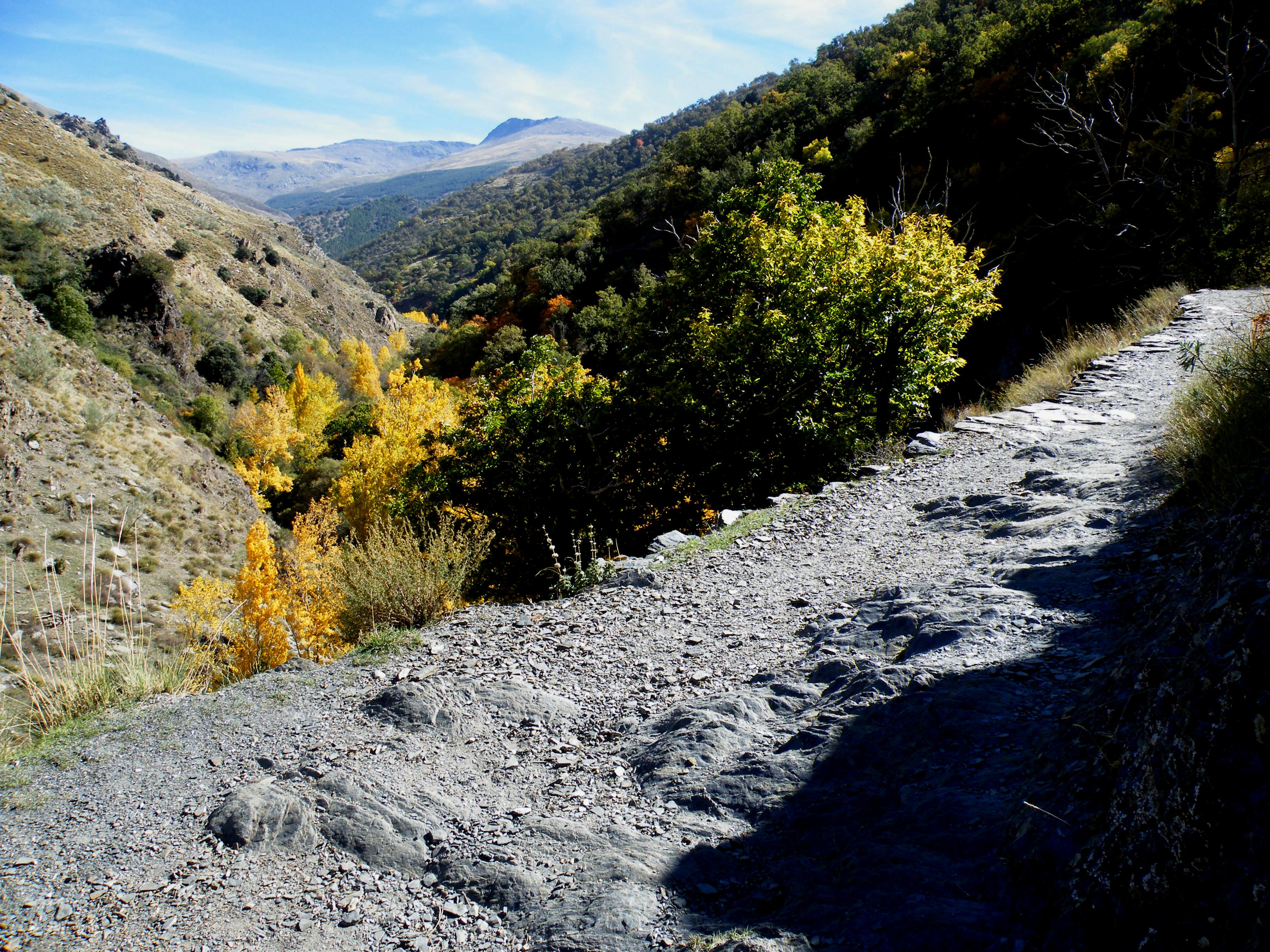
登山道
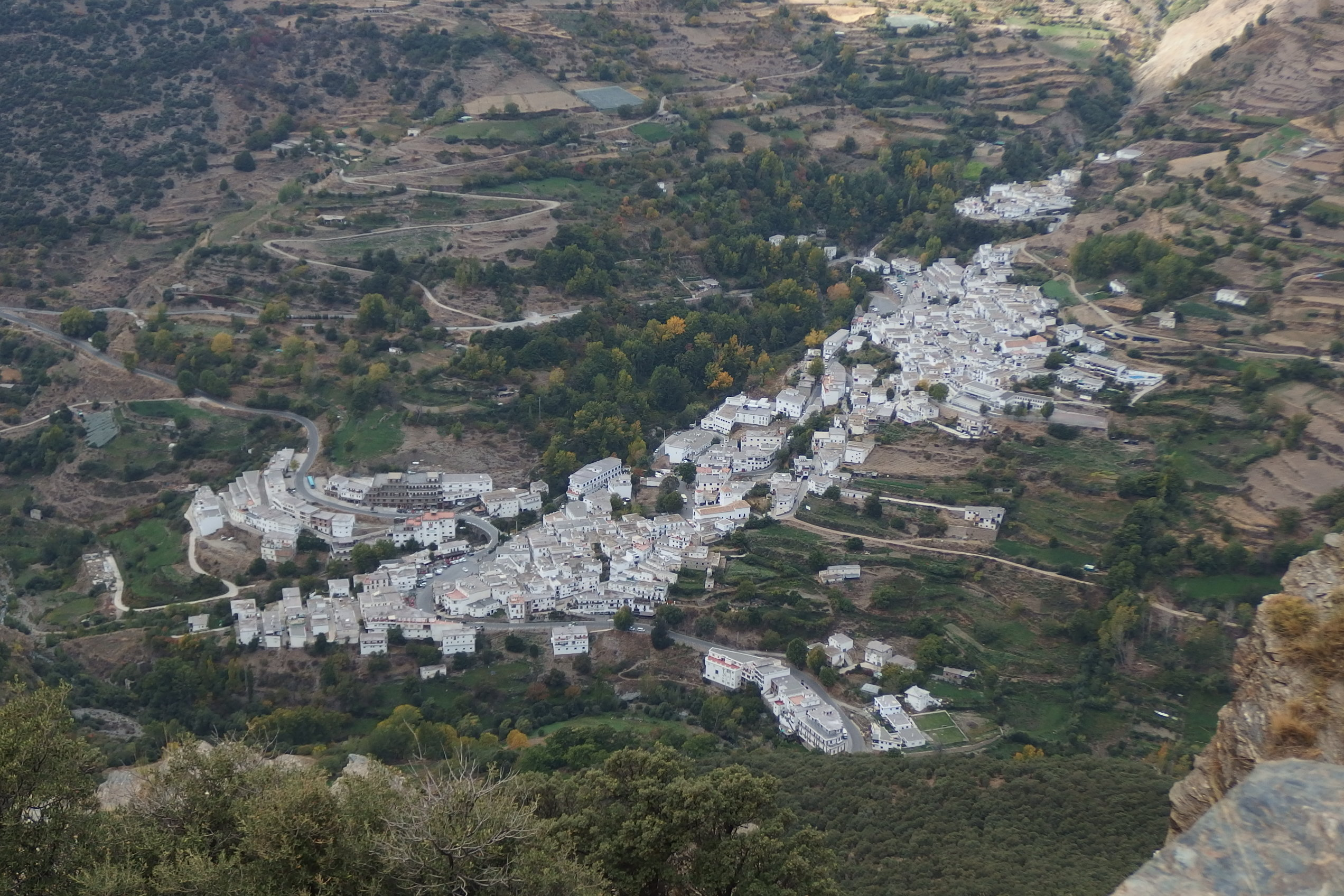
山脈南麓の標高1500m地点にあるトレベレス
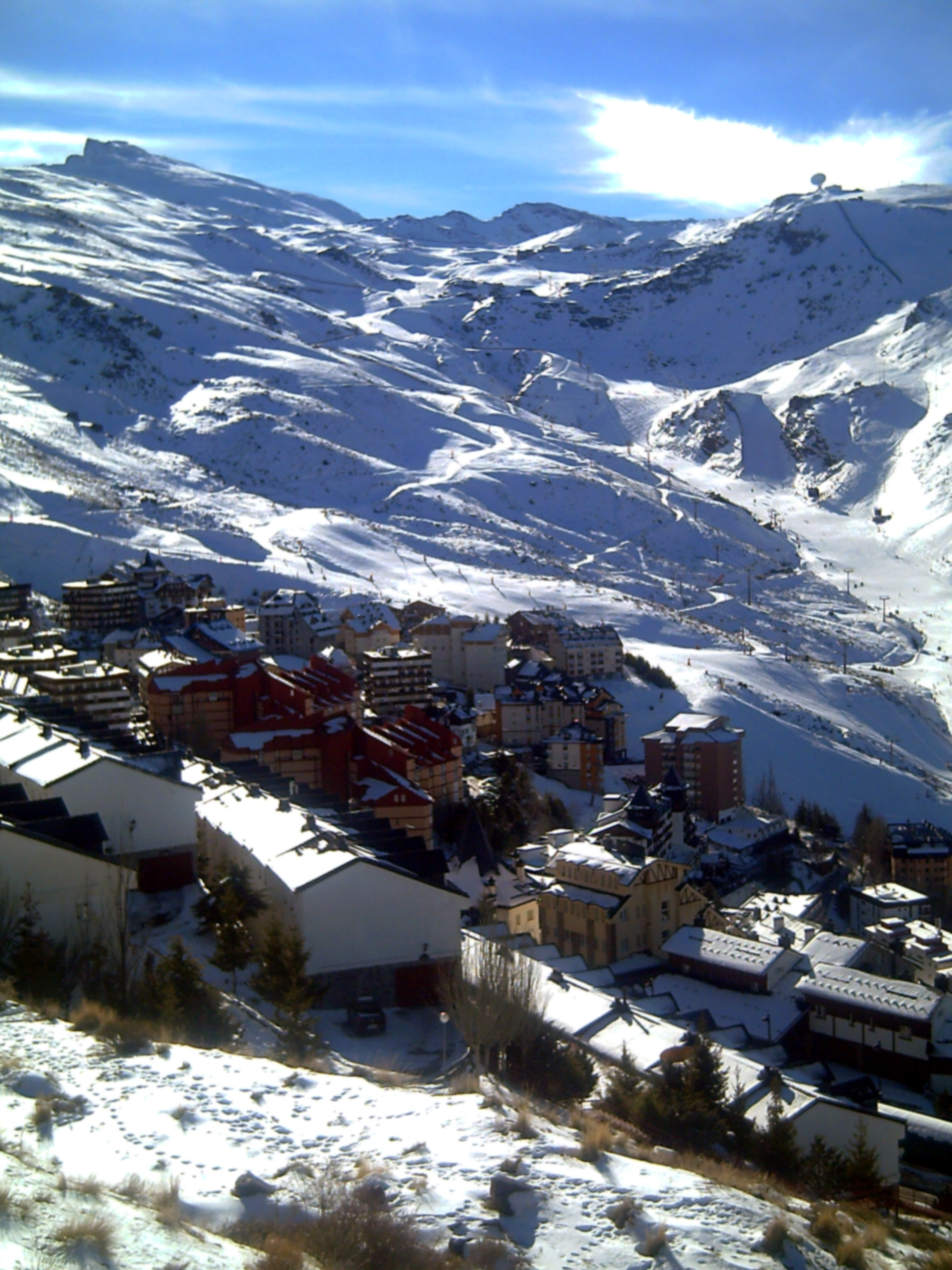
山脈北麓のスキー場があるプラドリャーノ